# یواس‌اس هتفیلد (دی‌دی-۲۳۱)
یواس‌اس هتفیلد (دی‌دی-۲۳۱) (به انگلیسی: USS Hatfield (DD-231)) یک کشتی بود که طول آن ۹۵٫۸۳ متر (۳۱۴٫۴ فوت) بود. این کشتی در سال ۱۹۱۹ ساخته شد.